# Hasemania maxillaris
Hasemania maxillaris är en fiskart som beskrevs av Ellis, 1911. Hasemania maxillaris ingår i släktet Hasemania och familjen Characidae. Inga underarter finns listade i Catalogue of Life.